# Görög saláta

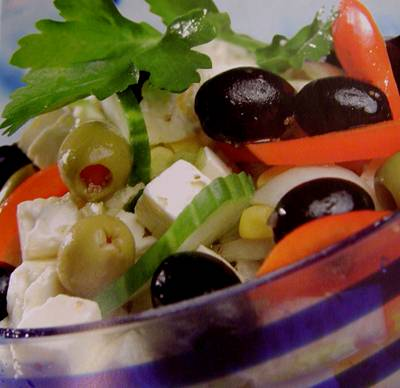
Görög saláta

A görög saláta (görögül χωριάτικη (horiatiki), falusi saláta) mediterrán jellegű salátaféleség, hagyományos görög étel. Összetevői többnyire: paradicsom, uborka, lilahagyma, fekete olívabogyó, feta sajt, esetleg paprika. Sóval, borssal, szárított oregánóval és olívaolajjal tálalják, esetleg olívaolajból, citromléből és ecetből készült öntet készül hozzá.

## Külső hivatkozások
- Saláták
- Görög saláta magyarosan